# Kleermakerszit

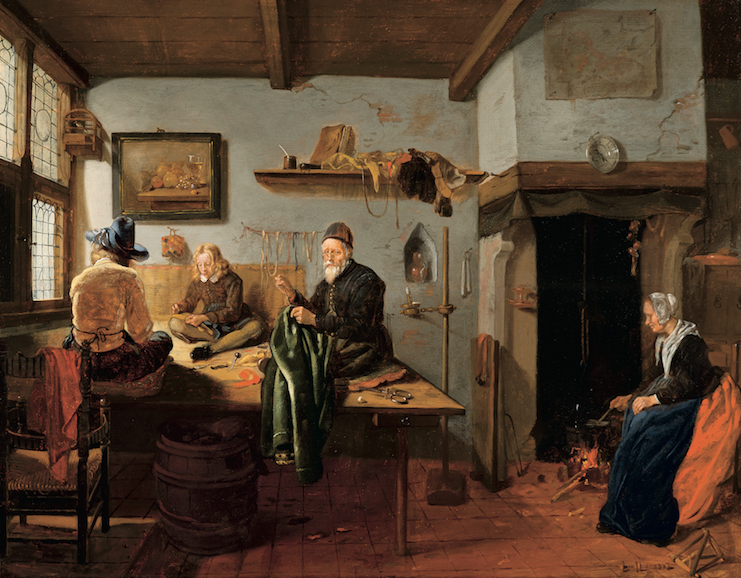
Werkplaats van een kleermaker: gedrieën dicht bij het licht. Quiringh van Brekelenkam, midden 17e eeuw

De kleermakerszit is een zithouding met de benen gekruist voor het lichaam en de voeten naast of onder de knieën. 
De zithouding is in het Nederlands, Engels en Duits genoemd naar kleermakers, die vaak in deze houding op de grond of op een tafel zaten met het kledingstuk op hun benen.
De kleermakerszit lijkt erg op de sukkasana-houding in yoga. Een Oosterse variant is de lotushouding; omdat de voeten dan op de knieën rusten, vereist deze meer lenigheid en mobiliteit van de gewrichten, vooral het heupgewricht.
In het oude Egypte werkten klerken in kleermakerszit en dit was ook de pose waarin zij afgebeeld werden. De zittende houding wijst niet op een lage sociale status, want een klerk was geletterd. Ook Amenhotep, zoon van Hapoe, een arts, bouwmeester, priester en vertrouweling van de farao, werd als zittende klerk afgebeeld, evenals kroonprins Setka.

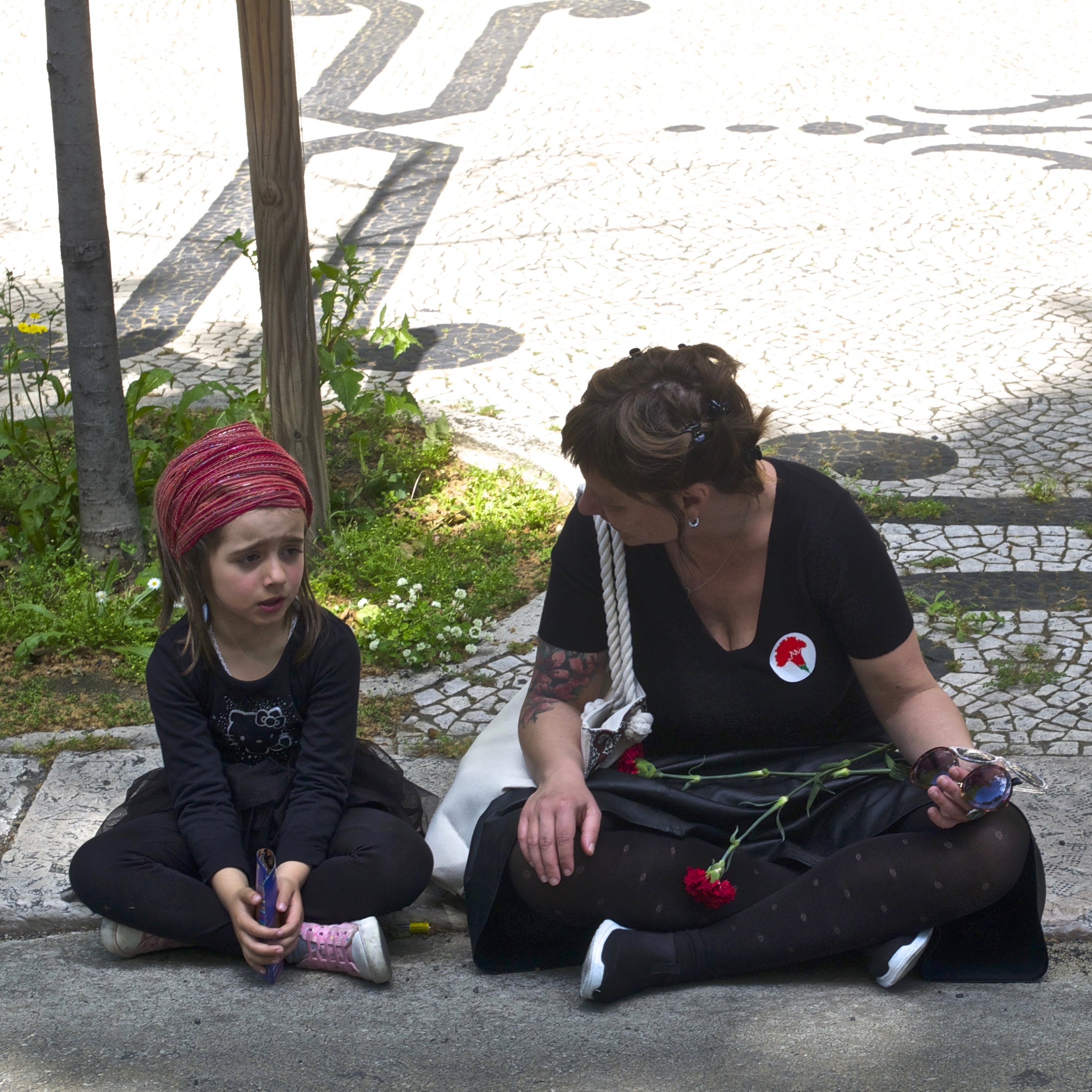
Moeder en dochter in Lissabon bij de herdenking van de Anjerrevolutie

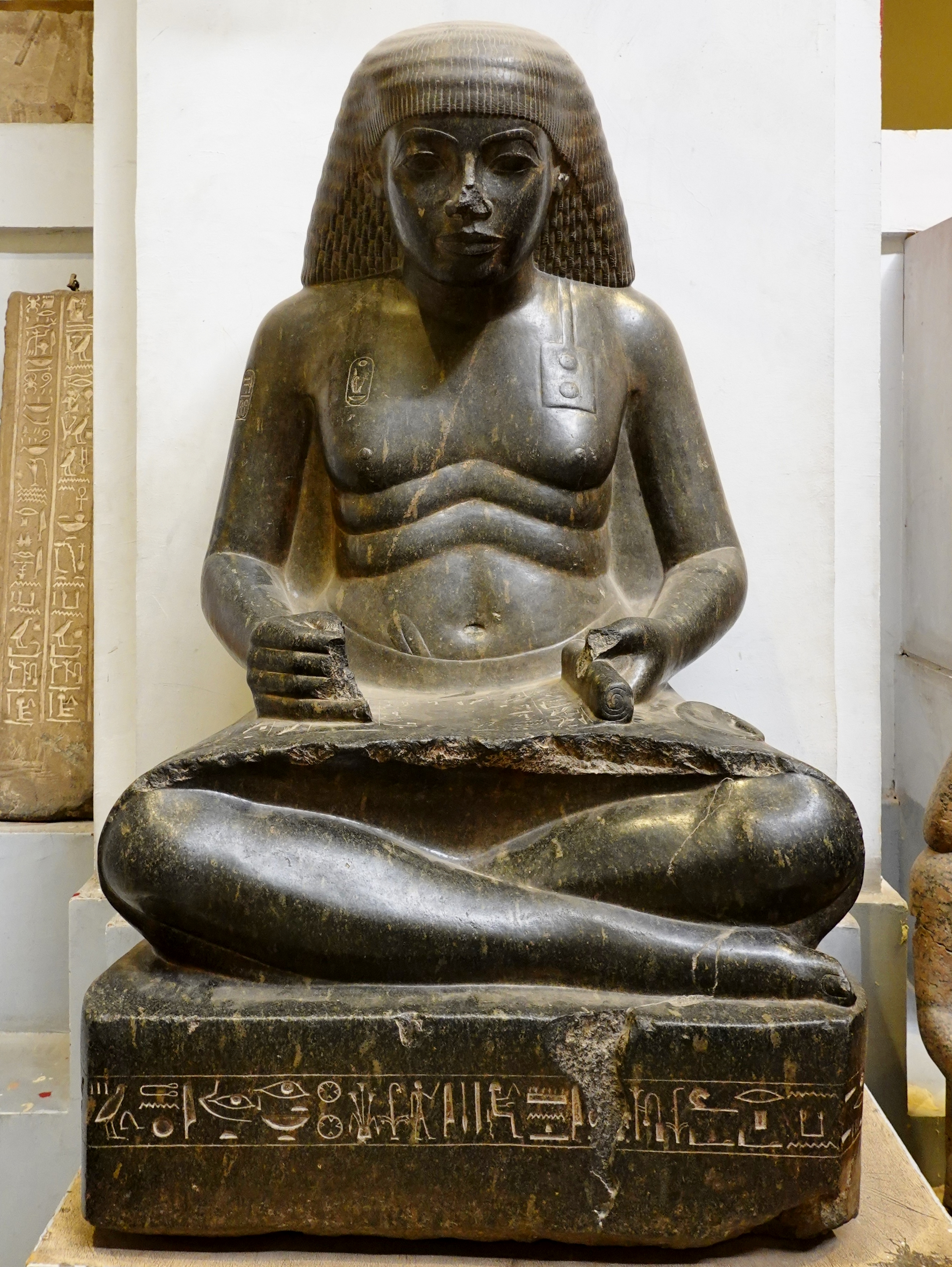
Amenhotep, zoon van Hapoe als jongeman, afgebeeld in graniet

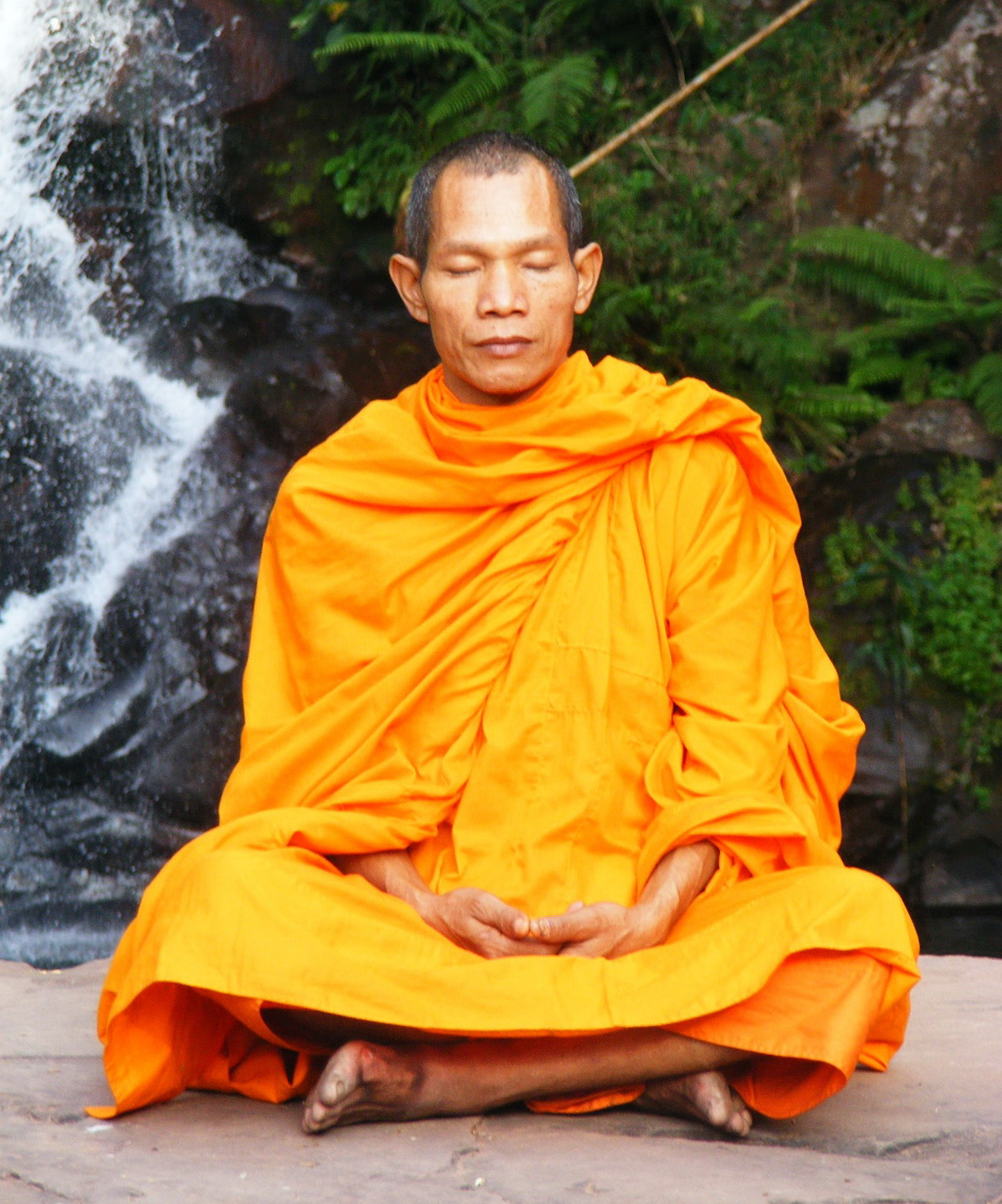
Boeddhistische monnik in kleermakerszit

anza (安座) · agura / kleermakerszit (胡坐) · kikyo (跪居) · rakuza (楽座) · seiza 正座 · sonkyo (蹲踞) · tatehiza (立て膝) · wariza (割座)